# Józef Smaczniak
Józef Smaczniak ps. „Nadworny” (ur. 22 października 1896 w Rzochowie, zm. 17 czerwca 1942 w Stanisławowie) – polski ksiądz rzymskokatolicki, filantrop, działacz konspiracyjny w czasie II wojny światowej.

## Życiorys
Urodził się 22 października 1896 w Rzochowie koło Mielca jako syn Kaspra i Marianny z Siewierskich. Ukończył c.k. Gimnazjum w Mielcu w roczniku 1913/14. W 1915 r. wstąpił jako alumn do lwowskiego seminarium, równolegle studiował na Uniwersytecie Lwowskim. W 1919 r. ukończył Seminarium Duchowne we Lwowie i został wyświęcony. Od 1 września 1919 do 31 sierpnia 1923 r. był wikariuszem w Janowie k. Lwowa. Od 1 września do 31 sierpnia 1928 r. był wikarym w parafii Św. Wojciecha w Cieszanowie. M.in. z jego inicjatywy powstało w 1925 r. w Cieszanowie Prywatne Miejskie Seminarium Nauczycielskie Koedukacyjne. Był aktywny społecznie. Od 1 września 1929 r. do 20 sierpnia 1931 r. wikary w Złoczowie. W tamtejszym gimnazjum uczył religii i historii. Od 21 sierpnia 1931 r. do 10 października 1933 r. administrator, a od 10 października 1933 r. proboszcz parafii Wniebowzięcia NMP w Nadwórnej k. Stanisławowa. Doprowadził do rozpoczęcia rozbudowy tamtejszego kościoła, działania te przerwała wojna. W 1936 r. współorganizował nadwórniańskie gimnazjum, w którym uczył religii i historii. Doprowadził do wybudowania Domu Parafialnego – polskiego centrum kulturalno-oświatowego w Nadwórnej. 11 listopada 1936 r. Prezydent RP Ignacy Mościcki nadał mu Złoty Krzyż Zasługi.

## Działalność wojenna
W okresie okupacji sowieckiej i niemieckiej prowadził pracę konspiracyjną. Wokół jego osoby skupiał się ruch oporu na terenie Nadwórnej. Organizował akcje wysyłania paczek z pomocą polskim rodzinom deportowanym w głąb Rosji, wspierał i pomagał Żydom, kierował punktem przerzutu poczty kurierskiej pomiędzy okupowanym krajem a Rządem RP. Aresztowany przez Gestapo w dniu 17 sierpnia 1941 r. i poddany niemal rocznemu, śledztwu, nikogo nie wydał. Został uprzedzony przed aresztowaniem i mógł zbiec, ale odmówił pomocy. Zmarł w niemieckim więzieniu w Stanisławowie 17 czerwca 1942 r. na tyfus. Miejsce jego pochówku jest nieznane, prawdopodobnie jest to Czarny Las k. Stanisławowa.